# Das Klagebüchlein
Das Klagebüchlein, auch Klage oder Büchlein genannt, ist das erste Werk des mittelhochdeutschen Dichters Hartmann von Aue. Es entstand um 1180 und ist nur im Ambraser Heldenbuch überliefert. Die 1.914 überwiegend paargereimten Verse stehen für ein experimentelles Werk, das keiner Vorlage oder keiner eindeutigen Gattung zugeordnet werden kann. Zur Zeit Hartmanns war das Klagebüchlein eine neuartige und individuelle Kreation.
In dem Werk geht es um einen Streit zwischen Herz und Leib. Thema des Streits sind die Qualen der hohen Minne und die Überwindung eines solchen Leidens. Das Herz, das als Ratgeber fungiert, entwickelt über den Text hinweg eine Tugendlehre für die hohe Minne und somit einen Weg zum Glück. Herz und Leib bilden gegensätzliche Charaktere, die ihren Schnittpunkt in ihrer Seele finden und trotz aller Schwierigkeiten zusammenhalten müssen, um ihr Leiden zu bewältigen.
Das Klagebüchlein wird von einem Schlussgedicht beendet, bei dem ein nicht näher genannter Sprecher einen Liebesgruß an eine edle Dame entsendet. Durch den Sprecherwechsel und auch durch die formalen Mittel hebt sich das Schlussgedicht deutlich vom Hauptteil ab. Dennoch bildet der Abschluss keinen Bruch, sondern unterstreicht noch einmal die Individualität des Werks.
Bis heute wurde der Text des Klagebüchleins in sechs verschiedenen kritischen Editionen veröffentlicht.

## Überlieferung

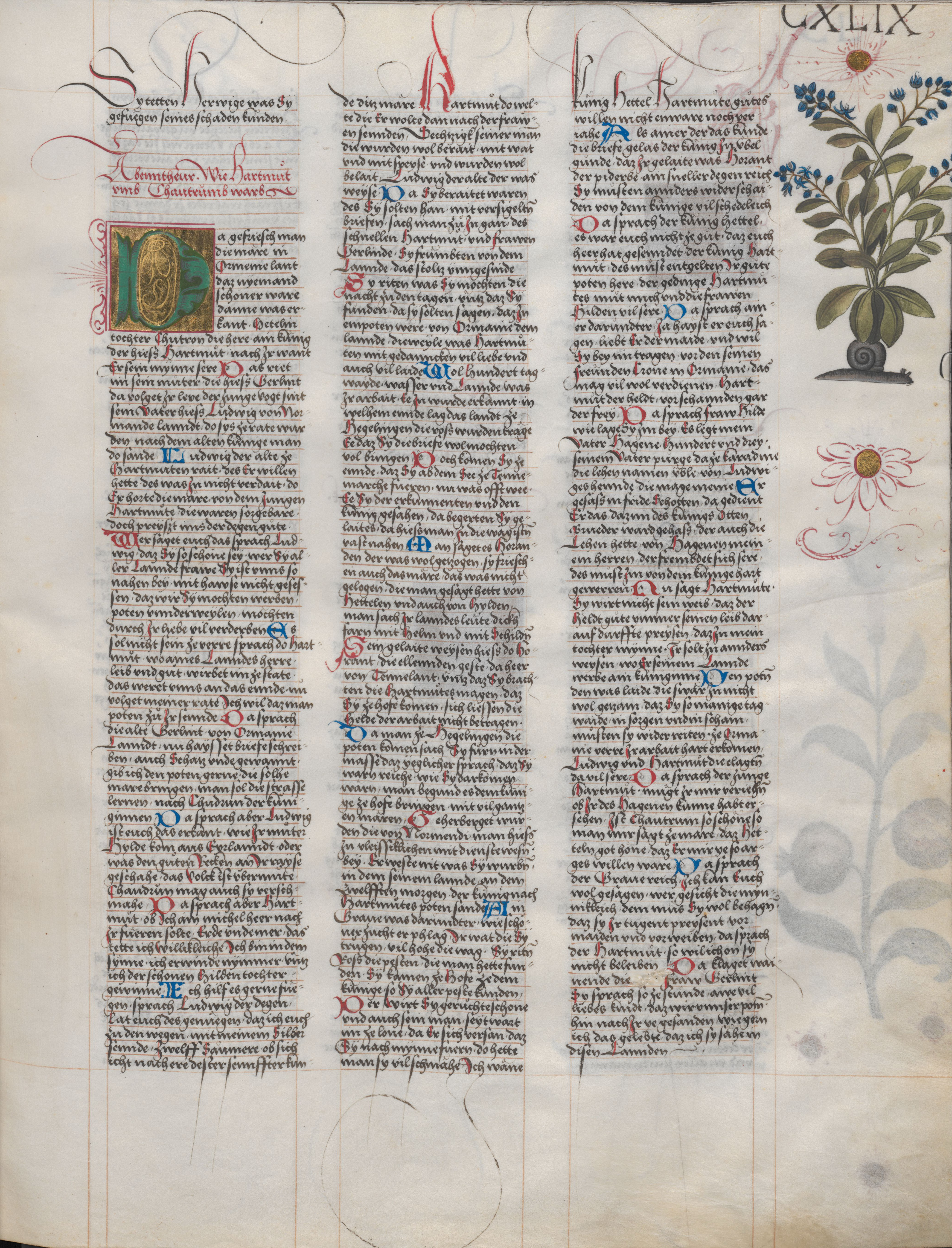
Eine beispielhafte Seite aus dem Ambraser Heldenbuch

Das um 1180 entstandene Klagebüchlein ist nur im Ambraser Heldenbuch überliefert, das Hans Ried im Auftrag von Kaiser Maximilian I. verfasste. Diese Handschrift entstand im frühen 16. Jahrhundert und beinhaltet eine Reihe von mittelhochdeutschen Erzählungen. Hartmanns Klagebüchlein steht zwischen dem ebenfalls von ihm stammenden Iwein und seinem so genannten zweiten Büchlein. Zwei Sätze betiteln das Werk: „Eine ʃchŏne Diʃputatz. Von der Liebe, ʃo einer gegen einer ʃchŏnen ʄraẘen gehabt und getan hat“. (Eine schöne Auseinandersetzung. Von der Liebe eines Mannes, die er zu einer schönen Frau besaß und die er ihr gab.)
Lange Zeit war das Klagebüchlein lediglich im Ambraser Heldenbuch und somit nur in Wien zu finden. In den letzten 150 Jahren wurde der Text häufiger neu ediert und einem breiteren Publikum zugänglich gemacht, im Zeitraum von 1842 bis 1986 in sechs verschiedenen kritischen Editionen.

## Inhalt
In dem Klagebüchlein geht es um eine Auseinandersetzung zwischen Herz und Leib. Im Mittelpunkt dieses Disputs steht der resultierende Schmerz einer nicht erwiderten Minne.

### Verse 1–32
Ein Sprecher führt mit einem kurzen Prolog in die Geschichte der Klage ein. Der Prolog beschreibt die allmächtige Kraft der Minne, die keinen Menschen verschont. Deutlich wird in diesen Zeilen auch: Die folgende Klage ist die eines bestimmten Mannes. Es ist die Klage Hartmanns von Aue:
      gar gewalteclîchen

(7)  betwanc sî einen jungelinc

     daz was von Ouwe Hartman,

(30) der ouch dirre klage began
So gewaltig

bezwang sie [die Minne] einen jungen Mann

das war Hartmann von Aue,

der auch diese Klage begann
Dieser junge Mann liebt eine Frau, die seine Liebe allerdings nicht erwidert. Da er seinen Schmerz aber nicht in der Öffentlichkeit austragen darf („Disen kumberlîchen strît / entorste er nieman gesagen“ V. 18f.), beginnt er nun, in seinem Innern sein Leiden zu beklagen.

### Verse 33-484
Der Leib ist der Erste, der in diesem Gefecht zwischen Leib und Herz zu Wort kommt. Er beginnt sofort, das Herz für seinen Schmerz zu beschuldigen. Er möchte sich am Herzen rächen („daz sî mich ræchen an dir“ V. 39), es am liebsten sogar töten („und wære dar zuo state mir, / zwâre ich taete dir den tôt“ V. 40f.). Die Gründe für diese Beschuldigungen sind naheliegend: Das Herz hat die Macht über den Leib („wan des gewaltes ist sô vil“ V. 46). So war es auch das Herz, das ihm auftrug, jene Frau zu lieben und nun die daraus resultierenden Qualen der unerwiderten Liebe zu erdulden:
        unz daz nû dîn übeler rât

        vil ungenîslichen hât

        verleitet mich armen lîp

(80) mit dînem gewalte an ein wîp
sodass bisher dein schlechter Rat

viel Unheil mitgebracht hat

das mich armen Leib mit Leid belastet

mit deiner Macht über eine Frau
Nachdem der Leib seine angebetete Frau beschrieben hat und darüber klagt, durch sie ein schlechtes Bild der Frauen bekommen zu haben, bittet der Leib das Herz schließlich um Rat: „herze, nû sprich, waz ist dîn rât?“ (V. 180)
Trotz der Bitte um Rat hören die Beschuldigungen nicht auf. Der Leib wechselt beständig zwischen Einsicht und Anschuldigung. Ein Beispiel hierfür findet sich in V. 434-440:
          doch muoz mich iemer dâ bî

(435) die wîle ich lebe wunder nemen,

          und wold ez gerne vernemen

          von dir, trût mîn herze,

          ob dich mîn smerze iedoch sô gar vergebene stê

(440) daz dir dâ von niht werde wê
Doch muss ich mich jetzt

solange ich lebe fragen

und würde es gerne wissen

von dir, mein liebes Herz,

ob dir mein Schmerz doch so egal ist,

dass dir davon nichts weh tut.

### Verse 485-972
Nachdem der Leib seine Klagen offenbart hat, beginnt das Herz, alle Beschuldigungen des Leibes zu widerlegen. Das Herz weist die Schuld von sich, in dem es sagt:
          dû hâst dich der rede niht wol bedâht,

          daz dû mich dar umbe sprichest an

(544) des ich schulde nie gewan.
Du hast deine Worte nicht wohl gewählt,

wenn du mich für etwas beschuldigst,

an dem ich nie schuld war.
Es ist der Leib, der dem Herzen die Welt durch seine Augen zeigt. Diese Eindrücke sind es, die das Herz aufnimmt und dem Leib somit zu bestimmten Taten rät.
Das Herz betont als Ratgeber des Leibes immer nur zum Guten geraten zu haben („ze guoten dingen ich dir riet“ V. 565). Er gab ihm den Rat, diese Frau zu lieben, da er sie durch die Augen des Leibes sah und wusste, dass es keine bessere Frau gibt. Wenn der Leib es schafft, seine angebetete Dame durch sein Werben zu gewinnen, wird er glücklich sein. Dazu gehört es aber, um die Frau zu kämpfen und nicht nur tatenlos zuzuschauen („dâ hœret arbeit zuo“ V. 613).
Schließlich beginnt auch das Herz mit einer Gegenklage: Der Leib kann Ruhe im Schlaf finden, kann sich am Tag von seinem Schmerz ablenken. Das Herz dagegen kann nicht ruhen, der Schmerz ist immer präsent. Doch um den Leib zu verschonen, versteckt es sein Leiden vor ihm. Hinzu kommen der Spott des Leibes und der schlechte Ruf, den das Herz durch den Leib zu erdulden hat.
Es folgt ein wichtiger Rat:
          sô kan ich dir bescheiden wol

          wes ein man geniezen sol:

          tugende unde sinne,

(780) sô sint ez reine minne.
So kann ich dich wohl belehren

Was ein Mann genießen soll:

Tugenden und Sinne,

sind zusammen die reine Minne.
Was ein Mann braucht, um glücklich zu sein und die perfekte Minne zu erhalten, sind bestimmte Tugenden und seine Sinne. Wenn er bereit ist, die Tugenden einzusetzen und für die Minne zu arbeiten, wird er belohnt werden.

Da der Leib bisher aber nur durch seine Faulheit aufgefallen ist, beschreibt das Herz den Leib als tugendlos. Ihm fehlt der Wille, die Ratschläge des Herzens anzunehmen und sie vor allem umzusetzen. Daraufhin befiehlt das Herz dem Leib, ihm zu gehorchen („dû moust mir gehôrsam sîn:“ V. 896) und schließt seine Ansprache mit dem Vorschlag der Zusammenarbeit. Bei einer Zusammenarbeit von Herz und Leib werden sie die Möglichkeit haben, alles Erwünschte zu erreichen:
          wil ab dû dich rehtes muotes

          noch zuo mir gesellen,

(968) wir enden swaz wir wellen
Willst du dich aber mit deinem wahren Verstand

mit mir verbinden

werden wir vollbringen was immer wir wollen

### Verse 973-1644
Der Leib übernimmt wieder das Wort. Nach einer kurzen Entrüstung über die Beschuldigungen des Herzens (er wird in seinen Augen als Knecht behandelt: „nû strâfest dû mich als dînen kneht“ V. 985), sieht der Leib ein, dass ein Zusammenspiel von Herz und Leib beiden einen Vorteil einbringen kann. Gott hat ihnen beiden eine gemeinsame Seele gegeben, die sie auch gemeinsam erhalten müssen. Noch einmal bittet der Leib das Herz um Rat. Er ist bereit die Anordnungen des Herzens zu befolgen, wenn diese ihn zu seinem Glück führen.
Das Herz ist erfreut über diese Worte und vor allem über die Gewissheit, dass seine Ratschläge in Zukunft befolgt werden. Herz und Leib kommen jetzt abwechselnd und in kurzen Abständen zu Wort. Das Herz hat einen besonderen Ratschlag: Einen magischen Zauber, den er aus Karlingen (aus Frankreich) mitgebracht hat („sô lerne einen zouberlist / … ich brâhte in von Kärlingen.“ V. 1275, V. 1280). Sein Vorschlag ist folgender: Für die magische Kunst braucht der Leib drei „Kräuter“ göttlicher Herkunft: „milte, zuht, diemout“ (V. 1303, Barmherzigkeit, Sittsamkeit und Herablassung im Sinne der Unterordnung Gottes). Zusätzlich sind noch fünf weitere Kräuter hinzuzufügen: „truiwe und stæte … kuischheit unde schame … gewislîchui manheit“ (V. 1311–1317, Treue, Beständigkeit, Keuschheit, Scham und zuverlässige Männlichkeit). Diese Kräuter sind in ein Gefäß zu legen. Das Herz möchte dem Leib gerne als Gefäß behilflich sein und der Leib willigt ein, den Rat anzunehmen. Trotz der Einigung bleibt die Spannung zwischen Herz und Leib, zwischen Anklage und Ratschlag bis zum Ende der Klage bestehen.

### Verse 1645–1914
Das Klagebüchlein endet mit einer separaten Ansprache an eine edle Dame. Der Sprecher spricht die Dame direkt an und bietet ihr jeglichen Dienst an, sobald diese ihn verlange („ich wær dir iemer bereit / swes ich gedienen kunde.“ V. 1663f.). Er begehrt die Dame seit deren erstem Treffen. Durch das abweisende Verhalten der Dame allerdings erleidet er Qualen und bittet die Dame um Hilfe, um Beachtung. Ansonsten stünde er kurz davor, den Verstand zu verlieren („hilf, ê ich gar verwüete“ V. 1796).
Die Klage endet mit den Versen 1911–1914:
           Ich hân in dînen gewalt ergeben

           die sêle zuo dem lîbe.

           die enphâch: jâ müezen sî dir leben

(1914) und mê deheinem wîbe.
Ich habe dir die Seele mit ihrem Leib

aufgrund deiner Macht ergeben

Empfange sie: Sie werden nur für dich leben

und für keine andere Frau

## Analyse

### Zentrale Aspekte
Auf den ersten Blick könnte man das Klagebüchlein in fünf Abschnitte aufteilen:
- Die Klage des Leibes
- Die Gegenklage des Herzens
- Die Versöhnung
- Die Belehrung
- Das Schlussgedicht mit dem Gruß an die edle Dame

Nach wie vor ist es auch üblich, die Klage in diese fünf Abschnitte aufzugliedern. Nach den neusten Erkenntnissen aber ist die Bezeichnung des dritten Teils „Versöhnung“ umstritten: Denn genauer betrachtet lösen das Herz und der Leib ihr Problem über die Minne nicht. „Immer wieder ist im Gespräch ein Lösungskonflikt erreicht (die Einsicht in das Aufeinanderangewiesensein von Herz und Leib), der in je neue Aporien führt.“ Es handelt sich also um eine endlose Argumentation, die sich bis zuletzt im Kreis dreht. Der „Versöhnungsteil“ ist in einem stichomythischen Teil aufgebaut, der mit diesem formalen Mittel den Höhepunkt der Auseinandersetzung darstellt. Der Leib hat zwar zugestimmt, die Ratschläge des Herzens zu befolgen, doch beispielsweise in V. 1245–1247 heißt es:
           wâ mite verschulde ich daz ze dir?

           ‘daz weiz ich wol.‘ nû sage ez mir.

(1247) ‘mit unbescheidem muote.‘
Wieso verdiene ich das [das Verhalten des Herzens] von dir?

‘das weiß ich gewiss.‘ Dann sage es mir.

‘Auf Grund deiner dummen Gedanken.‘
Dies ist nur eines von vielen Beispielen, die deutlich machen: Trotz einer Übereinkunft verstehen Herz und Leib sich nicht. Eine Versöhnung im klassischen Sinne gibt es nicht.
Ein wichtiger Aspekt, der in der Klage aufgegriffen wird, ist die Abhängigkeit von Herz und Leib. Herz und Leib sehen ein, dass sie zusammenarbeiten müssen, wenn sie ihre Ziele erreichen wollen. Der wesentliche Grund für das Zusammenspiel von Herz und Leib ist die ihnen von Gott gegebene Seele. Beiden gebührt die Aufgabe, die Seele zu erhalten.
Im Mittelalter gab es viele Texte, in denen ein Disput zwischen Leib und Seele thematisiert wurde. Die Seele stand hier für den überirdischen Teil, der den Menschen mit Gott verbindet. Hartmann war der Erste, der keinen Leib – Seele Disput wählte, sondern einen zwischen Leib und Herz. Gustav Ehrismann sah in Hartmanns Klage dadurch eine Profanierung, also die Umwandlung einer überirdischen, göttlichen Handlung in eine irdische. Er sprach davon, dass die Seele durch das Herz ersetzt wurde und somit das göttliche auf Erden geholt wurde. Eine Profanierung wie Ehrismann sie sah scheint bei Hartmann allerdings unwahrscheinlich. Die Seele taucht im Text als dritter Faktor auf. Es ist kaum denkbar, dass Hartmann das Herz durch die Seele ersetzen wollte, wenn er sie als dritten Faktor explizit in Erscheinung treten lässt.
Besonderer Beachtung gebührt der Abschnitt der Belehrung des Herzens mit Hilfe des Kräuterzaubers. Mit dieser Thematik stellt Hartmann ein Tugendsystem für die hohe Minne auf. Somit entsteht aus der Minnelehre eine Tugendlehre. Schon zu Beginn der Klage sagt das Herz, dass Minne nur mit arbeit zu erreichen ist. Das bedeutet, dass man etwas für die Minne tun muss. Die lâzheit, also die Faulheit, die der Leib besitzt, muss ablegt werden. Wenn man diese arbeit verrichtet, so wird man sælde und heil erreichen, was so viel heißt wie das irdische und überirdische Glück des Menschen. Durch sælde kann auch die Disharmonie, die zwischen dem Herzen und dem Leib herrscht, behoben werden. Hier kommen die magischen Kräuter ins Spiel, die das Herz erwähnt: Durch die drei göttlichen Tugenden, milte, zuht, diemut und die fünf weiteren Tugenden triuwe, stæte, kiuschheit, schame und gewislîche manheit bekommt der Text einen religiös motivierten Charakter. Die Minne ist also mit Gottes Hilfe zu erreichen. Durch benutzen der Tugenden betreibt man arbeit und wird letztendlich heil und sælde erreichen.
Besonders die Tugend der stæte wird bei Hartmann immer wieder thematisiert. Der Leib fragt wie lange er seiner Frau dienen soll und das Herz erwidert, dass nur ein beständiges und dauerhaftes, jedoch nicht überstürztes Dienen zum Ziel führen wird. Susanne Köbele fasst das Prinzip der paradoxen stæte in Hartmanns Text zusammen, wenn sie sagt: „Man erkennt, dass die Klage das Zeitdilemma der hohen Minne umsetzt: Der rasche Erfolg und unmittelbare Affekt sollen distanziert werden (zeitlich, räumlich, sprachlich), aber dabei bleibt unsicher: Wenn die Zeit (mein stæter Dienst) ihr oder mir zu lang wird, vergisst sie mich womöglich (dann hätte ich meine stæte verschwendet, meine Zeit versäumt oder verloren) oder mich befällt der zwîvel oder die Zeit wird im Gegenteil knapp, denn vielleicht sterbe ich ja, bevor sie lohnt.“

### Das Schlussgedicht
Das Schlussgedicht hebt sich formal deutlich vom Rest des Textes ab und erinnert an einen Leich. Die Zugehörigkeit dieses Abschnittes wurde lange umstritten. Tatsächlich gibt es viele Unterschiede zwischen dem Schlussgedicht und dem restlichen Teil, dennoch gilt die Zugehörigkeit mittlerweile als bewiesen. Vor allem die Verse 1903f. geben einen textlichen Beweis für die Zugehörigkeit:
            jâ muoz mîn lîp dîn eigen sîn

(1904) nâch getriuwes herzen lêre.
Ja mein Leib muss dein eigen sein

Laut den Lehren meines treuen Herzens.
Der Inhalt des Hauptteils wird hier also deutlich noch einmal aufgenommen. Befürworter der Zugehörigkeit stellen den zweifelnden Kritikern eine entscheidende Frage: Wieso wurde das Schlussgedicht mit dem restlichen Teil der Klage überliefert, wenn gar kein Zusammenhang der beiden Abschnitte besteht? Franz Saran sagt dazu: „Zufall“ und Hans Bayer sagt „Nachdichtung, etwa als Polemik gegen die ‚Klage‘ angelegt“. Doch diese Äußerungen reichen nach Heinz Kischkel nicht aus, um das Schlussgedicht als eigenen Text anzusehen.

### Motive
Herz
Das Herz fungiert im Klagebüchlein nicht nur als Sitz der Leidenschaften, wie es im Mittelalter üblich war, sondern vor allem auch als Sitz des Geistes, des Verstandes, des Willens und Gemüts. Es handelt sich also nicht um das „körperliche Organ“, sondern um „die geistigen und erkennenden Kräfte des Menschen“. Das Herz übernimmt die Rolle des Ratgebers, führt, lenkt und will, zwingt aber nicht. Es gibt Ratschläge. Ob diese befolgt werden, liegt nicht in seiner Macht. Knapp dreißig Passagen weisen auf die Rolle des Ratgebers hin und unterstreichen die Rolle damit eindrucksvoll. Hier einige Beispiele:
(561) sît dû mich ze râte erwelet hâst

(647) wilt dûs haben mînen rât

           daz er helfe unde rât

(1011)  von dem herzen nemen sol.
Seit du mich zu deinem Ratgeber erwählt hast

Möchtest du meinen Rat haben

Dass er [der Leib] Hilfe und Rat

des Herzens annehmen soll.
Das Herz kann das Gute vom Bösen unterscheiden. Das Herz allerdings rät nur zum Guten, nie zum Bösen. Es verkörpert den inneren Sinn des Menschen, da es mitten im Leibe liegt. Das Herz ist so gesehen „das Gefäß der Sinne“.
Leib
Der Leib bietet den Gegenpol zum Herzen. Er verkörpert nicht die wollende, urteilende Kraft, sondern die ausführende. Der Leib selbst sieht sich als Knecht des Herzens, doch letztendlich ist der Leib der Folger des Herzens. Auch wenn es eine hierarchische Ordnung zwischen Herz und Leib gibt, so ist das Herz auf den Leib angewiesen. Ohne dessen Ausführungen, führen seine Ratschläge nicht zum Ziel; das Herz bleibt machtlos. Der Leib besitzt die äußeren Sinne des Menschen. Er ist fähig durch seine Augen Eindrücke wahrzunehmen und diese an das Herz weiterzugeben.
Seele
Die Seele ist das dritte Motiv in Hartmanns Text; sie wird von Herz und Leib geführt. Sie kommt nicht explizit zu Wort, doch wird sie sowohl vom Leib, als auch vom Herzen erwähnt und wirkt als zentrale Rolle in deren Beziehung. Sie ist dem Menschen von Gott gegeben und das „lebensgebende Prinzip“. Durch die Seele gibt es ein ineinandergreifen von „Poesie und Wissen“ und von einer „geistlichen und weltlichen Perspektive“. Sie beschreibt den Schnittpunkt zwischen Herz und Leib, zwischen Mensch und Gott.

### Form
Das Klagebüchlein umfasst 1914 Verse. Dabei handelt es sich um vierhebige Paarreime, die der „üblichen Form des Erzählverses“ entsprechen. Mehrere Wissenschaftler haben versucht, eine Form in dem Klagebüchlein zu finden. Die meisten sind an der Aufgabe allerdings gescheitert. Hertha Zutt ist diese Aufgabe noch am ehesten gelungen: Sie nahm das Schlussgedicht als Ausgangspunkt. Dieses hebt sich formal deutlich von dem Hauptteil ab. Es ist hoch strukturiert und deshalb schloss Hertha Zutt auch auf eine Struktur im Hauptteil der Klage. Das Schlussgedicht geht nahtlos in 15 Strophen kreuzgereimter Verse über. Die erste Strophe dieses Abschnitts beträgt 32 Verse. Doch jede Strophe verkürzt sich um einen Reimpaarvers, sodass die letzte Strophe nur noch aus vier Versen besteht. Es dürfte wohl kein Zufall sein, dass der Prolog ebenfalls 32 Verse beträgt. Hier wird also ein Zusammenhang zwischen Beginn und Ende des Textes aufgestellt. Es liegt nahe, dass die Zahl 32 als Grundzahl des Gedichtes angesehen wird.
Ob man das Klagebüchlein analytisch betrachten sollte, bleibt allerdings fraglich. Die neuste Forschung zumindest orientiert sich zunehmend wieder mehr auf die inhaltlichen Aspekte der Klage, als auf die „Zahlenproportionen und kompositorischen Strukturen“.

## Name
Neben dem heute gängigen Titel, Das Klagebüchlein, ist das Werk in der Literatur auch unter den Namen Klage oder Das (erste) Büchlein bekannt. Da das Werk in der Überlieferung keinen einschlägigen Titel besitzt, entwickelten sich über die Zeit diese drei verschiedenen Namen.
Bei den Namen Klage und Das (erste) Büchlein besteht allerdings eine Verwechslungsgefahr: Unter Klage wird häufig der Kurztitel für die Nibelungenklage verstanden. Spricht man vom Büchlein so ist in der Regel das sogenannte zweite Büchlein gemeint. Es muss also immer zwischen dem ersten und dem zweiten Büchlein unterschieden werden.
Den Titel Klagebüchlein führte schließlich Roswitha Wisniewski ein und bot damit der Literatur einen guten Kompromiss.